# آلبرت اومستد

آلبرت اومستد

آلبرت تن‌آیک اومستد (به انگلیسی: Albert Ten Eyck Olmstead) خاورشناس آمریکایی و موّرخ و متخصّص در تاریخ هخامنشی و آشور بوده که در ۲۳ مارس ۱۸۸۰ در تروی از توابع نیویورک دیده به جهان گشوده و در سن ۶۵ سالگی، در ۱۱ آوریل ۱۹۴۵ در شیکاگو، ایلینوی بدرود زندگی گفته‌است.

## تحصیلات اومستد
وی فارغ‌التحصیل مدرسه مطالعات شرقی آمریکایی در اورشلیم بوده (از ۱۹۰۴ تا ۱۹۰۵) همچنین مدرسه آمریکایی مطالعات کلاسیکی در آتن را در ظرف یک سال از ۱۹۰۷ تا ۱۹۰۸ به اتمام رسانده‌است. در همین مواقع بود که به سمت مدیر هیئت آمریکایی که از طرف دانشگاه کورنل به آسیای صغیر فرستاده شد، و در سرزمین‌های بابل و آشور به بررسی و کاوش پرداخت.
از سال ۱۹۰۸ با ۱۹۰۹ استاد زبان‌های یونانی و لاتینی در دانشگاه پرینستون، و از ۱۹۰۹ تا ۱۹۱۱ استاد تاریخ ملل قدیم مشرق در همین دانشگاه بود. در ۱۹۱۴ به سمت دانشیار دانشگاه میسوری ارتقاء یافت، و در دانشگاه‌های شیکاگو و کورنل و کلمبیا به تدریس آشور و سایر ملل مشرق زمین پرداخت.
از ۱۹۱۷ تا ۱۹۲۶ استاد تاریخ در دانشگاه ایلینوی و در ۱۹۲۹ در مؤسسهٔ شرقی دانشگاه شیکاگو استاد تاریخ ملل قدیم مشرق بوده و تا آخر عمر به همین سمت اشتغال داشته‌است.

## آثار
- تاریخ شاهنشاهی هخامنشی